# 克魯日基夫齊
48°49′34″N 27°6′15″E / 48.82611°N 27.10417°E
克魯日基夫齊（烏克蘭語：Кружківці），是烏克蘭西部的村莊，隸屬赫梅利尼茨基州的卡緬涅茨-波多利斯基區。該村始建於1672年，面積1.06平方公里，海拔高度147米，2001年人口154。